# Atmósfera de Cottrell

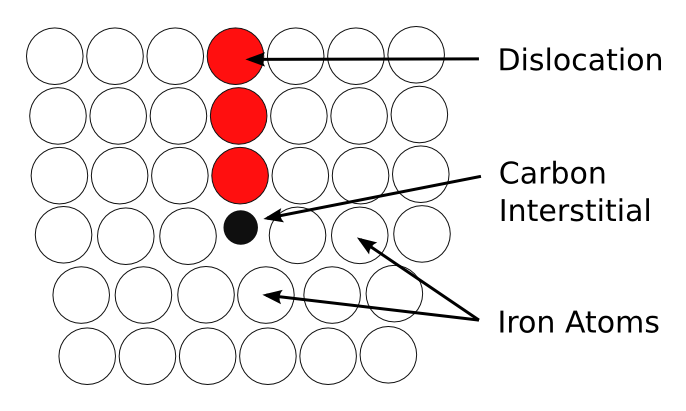
Átomo de carbono relajando el envés de una dislocación en hierro

En ciencia de materiales, el concepto de atmósfera de Cottrell fue propuesto por los físicos Alan H. Cottrell y Bruce Bilby en 1949 para explicar la razón por la que las dislocaciones quedan ancladas en algunas aleaciones metálicas con defectos intersticiales de carbono o nitrógeno.
Aunque el concepto fue introducido para explicar el anclaje de las dislocaciones en aceros, en la actualidad el fenómeno de formación de atmósferas de Cottrell ha sido también observado en multitud de aleaciones que no involucran necesariamente intersticiales de C o N, como serían las atmósferas de arsénico en redes de silicio; hidrógeno en paladio; boro en aleaciones de hierro-aluminio.
El fenómeno es en todos casos parecido, pero sus consecuencias –el anclaje de las dislocaciones– no tienen por qué manifestarse de igual modo. En los aceros, el anclaje produce un endurecimiento por deformación prematuro; esto es, antes de que la densidad de dislocaciones sea tal que las interferencias entre ellas producirían su anclaje, el movimiento de éstas se ve impedido por la atmósfera y el flujo plástico queda restringido. En semiconductores de silicio, la atmósfera tiende causar disrupciones en las bandas de conducción que pueden emplearse para favorecer zonas dopadas muy localizadas; en este sentido, se puede aprovechar su formación alrededor de dislocaciones geométricamente necesarias –y, por tanto, predecibles.

## Observaciones experimentales
El prematuro endurecimiento por deformación en aceros y otros materiales cúbicos de cuerpo centrado llevó a suponer que las dislocaciones veían impedido su movimiento por medio de algún mecanismo hasta entonces desconocido. En 1948, Cottrell publicó un artículo en el que estudiaba la presencia de átomos intersticiales alrededor del núcleo de una dislocación. Concluyó que existían posiciones alrededor de dicho núcleo en las que los intersticiales se hallaban en equilibrio. 
Según su trabajo, un átomo sustitucional o intersticial relaja las tensiones hidróstaticas negativas alrededor de la dislocación, mientras que una vacante relajaría las tensiones hidrostáticas positivas. Siguiendo ese razonamiento, Cottrell y Bilby propusieron en 1949 que en aleaciones con una presencia significativa de defectos sustitucionales (vacantes e intersticiales), estos tenderían a distribuirse alrededor del núcleo de cada dislocación a fin de minimizar su energía. Una vez los átomos y vacantes se hayan difundido hasta el entorno del núcleo de las dislocaciones, formando lo que se conoce como atmósfera de Cottrell propiamente dicha, la configuración resultante tenderá a ser más estable que la de la dislocación sin ella, por lo que la movilidad de dicha dislocación será muy inferior. En efecto, en su artículo de 1949 Cottrell y Bilby demostraron que la atmósfera tendería a anclar a su dislocación, la cual tendría que liberarse de la misma para poder moverse. Además, la atmósfera tendería a moverse siguiendo a la dislocación, y como la atmósfera se desplaza por difusión, el proceso sería inherentemente lento. Si la dislocación ganara suficiente energía como para liberarse completamente de la atmósfera y dejarla atrás, los defectos que forman la atmósfera quedarían como una impureza mayor que, a su vez, tendería a anclar a cualesquiera otras dislocaciones que pudieran estar en su alrededor.
Este proceso explica a la perfección las observaciones experimentales. En efecto, en aceros sometidos a ensayo de tracción es frecuente observar un escalón de cedencia entre la zona propiamente conocida como de endurecimiento por deformación y el límite elástico. En dicho escalón, la tensión parece decaer y, a veces, oscilar; y dicha caída es explicada por el efecto de la atmósfera de Cottrell: cuando la dislocación queda anclada por la atmósfera, se necesita una fuerza adicional para des-anclarla; dicha fuerza adicional no produce flujo plástico, puesto que la dislocación --la causa de la plasticidad-- no se ha movido. Sin embargo, una vez se supera dicha barrera la dislocación se libera de la atmósfera y se mueve; como la atmósfera se desplaza por difusión, es incapaz de seguir a la dislocación, que puede moverse con la misma facilidad que si no hubiera atmósfera. Para ello requiere de menos fuerza que la aplicada, por lo que se produce una relajación en la tensión, que por tanto decae. 
Si se deja reposar la pieza metálica, se da tiempo a los defectos para que se difundan de nuevo hacia las dislocaciones, con lo que se obtiene de nuevo un límite elástico superior al esperado, y un escalón de cedencia. Microscópicamente, las atmósferas de Cottrell resultan en la formación de bandas de Lüder, y pueden afectar negativamente a procesos de manufactura a altas temperaturas, donde la difusión de la atmósfera es mucho más sencilla y ello resulta, a todos los efectos, en un material más frágil. De hecho, algunos aceros se diseñan con pequeñas cantidades de titanio, que atrae el nitrógeno para sí y evita de ese modo la formación de la atmósfera.